# Дубровский сельсовет (Витебская область)
Дубровский сельсовет — упразднённая административная единица на территории Ушачского района Витебской области Республики Беларусь.

## Состав
Дубровский сельсовет включал 21 населённый пункт:
- Боброво — деревня.
- Горы — деревня.
- Дубровка — деревня.
- Залуженье — деревня.
- Заречье — деревня.
- Колки — деревня.
- Кривущино — деревня.
- Кугони — деревня.
- Любжино — деревня.
- Малиновка — деревня.
- Новоселки — деревня.
- Пола — деревня.
- Слободка — деревня.
- Соловьевка — деревня.
- Стаи — деревня.
- Старина — деревня.
- Старые Туросы — деревня.
- Тенюги — деревня.
- Туросполье — деревня.
- Усая — деревня.
- Ягодки — деревня.